# ألان كافالكانتي
ألان كافالكانتي هو لاعب كرة قدم برازيلي في مركز نصف الجناح، ولد في 21 يونيو 1975 في جواو بيسوا في البرازيل. لعب مع إيه سي ميلان.

## وصلات خارجية
- ألان كافالكانتي على موقع الاتحاد الدولي (مؤرشف)  (الإنجليزية)